# Music Instructor
Music Instructor – niemiecki zespół tanecznej muzyki elektronicznej.
Tworzyli go Mike Michaels, Mark "MM" Dollar i Mark Tabak (zwana Triple-M Crew). Grupa znana jest przede wszystkim z takich hitów jak: Super Sonic, Rock Your Body, Super Fly i Electric City.
Następne kompozycje również cieszyły się ogromną popularnością (Let The Music Play, Hymn).
Współpracowali m.in. z grupą taneczną breakdance Flying Steps oraz raperem Deanem Burke.

## Dyskografia

### Albumy
- The World of Music Instructor (1996)
- Electric City of Music Instructor (1998) – złota płyta w Polsce[1]
- Millennium Hits of Music Instructor (2000)

### Remix
- Dreams In My Fantasy (Music Instructor Remix) (1999) - Single
- Rainy Day (Music Instructor Remix) (2004)

### Single
- Hymn (1995)
- Hands In The Air (1996)
- Dream A Little Dream (1996)
- Dance (1996)
- Friends Will Be Friends (1996)
- Super Sonic (1998)
- Rock Your Body (1998)
- Planet Earth (1998)
- Get Freaky (1998)
- Technical Lover( 1998)
- We are the robots(1998)
- Pack jam (1998)
- Jam on it (1998)
- Galaxy jam (1998)
- Funky nation (1998)
- Electric City (1998)
- DJ's Rock Da House (1999)
- Let The Music Play (1999)
- Super Fly (Upper MC) (2000)
- Play My Music (2001)
- Operator (2008)

## Teledyski
- Hymn (1995)
- Hands In The Air (1996)
- Dream A Little Dream (1996)
- Dance (1996)
- Friends Will Be Friends (1996)
- Super Sonic (featuring Flying Steps) (1998)
- Rock Your Body (featuring Triple-M Crew) (1998)
- Get Freaky (featuring ABE, Lunatics and Flying Steps) (1998)
- Electric City (1999)
- DJ's Rock Da House (featuring Amber) (1999)
- Super Fly (Upper MC) (featuring Dean) (2000)
- Play My Music (featuring Veronique) (2001)

Live:
- Hymn (1997) - Frankfurt
- Hands In The Air
- Friends Will Be Friends (Dance Haus)